# Fettah Filali
Fettah Filali, dit Tanto, est un footballeur marocain qui évoluait au poste d'attaquant.

## Biographie
Il est meilleur buteur du championnat du Maroc lors de la saison 1964-1965 en inscrivant 16 buts.
Lors de la finale de la Coupe du Maroc 1966-1967, le FUS de Rabat affronte le 17 mai 1967, la RS Settat dans le Stade d'honneur de Casablanca. C'est Fettah Filali qui ouvre le score pour le FUS à la 24e minute. Les Settatis réussissent à égaliser à la 60e minute, avant que Lâaroussi offre le titre au FUS grâce à un but à la 84e minute.

## Palmarès
- Vainqueur de la Coupe du Trône en 1967 avec le FUS de Rabat